# 雑賀崎漁港

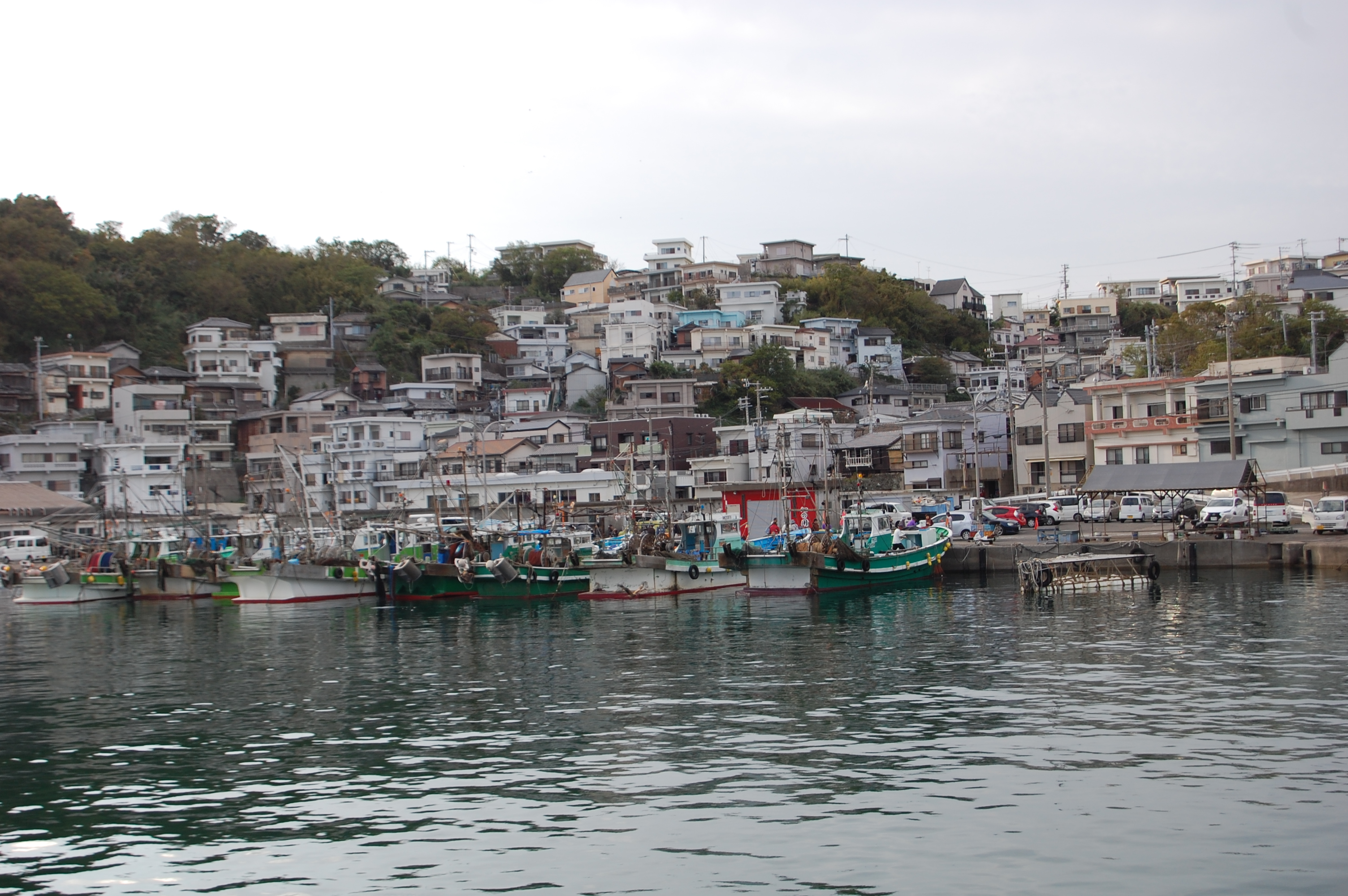
雑賀崎漁港の対岸からの風景

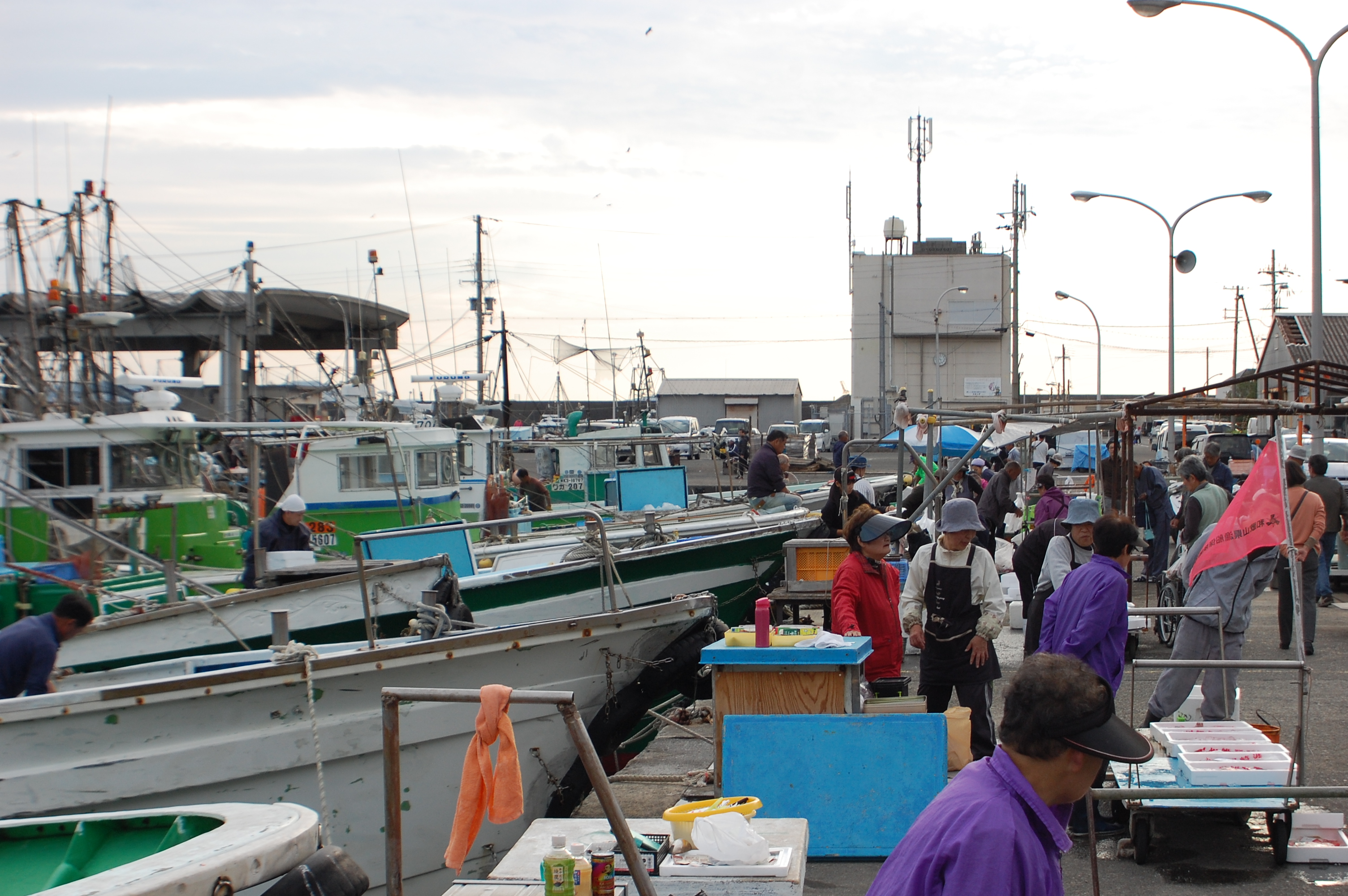
雑賀崎漁船での漁船からの直接販売の様子

雑賀崎漁港（さいかざきぎょこう）は、和歌山県和歌山市雑賀崎にある第2種漁港。室町時代に漁村が生まれ、独特な漁法「一本釣り」を編み出したことにより漁業が発展した。「一本釣り」は1990年（平成2年）まで行われていたが、徐々に底引き網漁に転換されている。

## 概要
- 管理者 - 和歌山市
- 漁業協同組合 - 雑賀崎漁業協同組合
- 漁港番号： 3320005

## 歴史
雑賀崎漁民の最も古い記録は寛文11年（1671年）で、「雑賀七兵衛」が熊野に出漁した、とある。
さらに約100年の後、熊野地方や三重県南北牟婁に出漁、さらに、文化年間（1804〜1817年）ころ、阿波国伊島、海部郡方面に出漁している。明治時代、雑賀崎漁民はさらに範囲を広げ、1877年（明治10年）ごろに、筑前よりタイ釣り指導の招聘を受けて赴いた。雑賀崎漁民の漁業の腕前が広く知れ渡っていたためと思われる。
1886年（明治19年）に出漁先の九州でコレラに感染した雑賀崎漁民が帰郷後、たちまちに全村にコレラが蔓延した。伝染病を持ち帰り、かつ、人家が密集し、井戸を共同利用していたためと思われる。
1893年（明治26年）、橋本国助が漁業者組合を組織、1903年（明治36年）、漁業組合令が発布された時、漁業組合に移行した。漁業組合は1938年（昭和13年）に組合員が共同出資して、「無制限責任雑賀崎漁業協同組合」となった。
港周囲の丘陵部に家々が建ち並ぶ風景から「日本のアマルフィ」とも呼ばれる。
2023年（令和5年）4月15日、内閣総理大臣の岸田文雄が衆議院和歌山1区補欠選挙で候補者の応援演説を行おうとした直前にパイプ爆弾が投擲される事件が発生した（岸田文雄襲撃事件）。

## 催事
- 旧正月には、豊漁を願って大漁旗が掲げられ、衣美須神社にタイやエビが奉納される[6]。
- 漁港にて鮮魚の直接販売が行われる（火曜、土曜と祝日の前日、海の荒れた日は休み）。時間は、5月中旬から10月中旬までは20時頃から、10月中旬から5月中旬までは15時頃から[7]。